# Paul Tibbitt
Paul Harrison Tibbitt IV (Contea di Los Angeles, 13 maggio 1968) è un animatore, doppiatore e character designer statunitense noto maggiormente per il suo contributo alla serie televisiva Spongebob.

## Biografia
Dopo che il creatore di SpongeBob Stephen Hillenburg si è dimesso nel 2004, dopo la produzione di SpongeBob - Il film, Tibbitt ha preso la sua posizione di showrunner per le restanti stagioni dello show. Ha anche doppiato Potty il pappagallo in sostituzione di Hillenburg e altri personaggi tra cui Doodlebob e la mamma di Mr. Krab.
Tibbitt ha esordito alla regia cinematografica con il film SpongeBob - Fuori dall'acqua nel 2015. Ha studiato nel programma Character Animation presso il California Institute of the Arts.

## Filmografia
- CatDog (character designer) (1998)
- SpongeBob (1999-2018)
- Looney Tunes: Back in Action (2003)
- SpongeBob - Fuori dall'acqua (2015)
- Trolls (2016)